# 左誉
左誉（?—?），字与言，天台人。
叔父左纬，有诗名。大观三年（1109年）进士，仕至湖州通判，流连于青楼，独钟情于张芸之女张秾，情意缱绻。與柳永齐名，人稱“晓风残月柳三变，滴粉搓酥左与言”。最後张浚娶张秾。左誉弃官遁入佛門。 